# EMBO Reports
EMBO Reports est une revue scientifique à comité de lecture anglophone couvrant les recherches liées à la biologie au niveau moléculaire. Elle publie des articles de recherche fondamentale, de revue, d'opinion ainsi que des essais. Ce journal comporte également des commentaires sur l'impact social de progrès dans les sciences de la vie et, à l'inverse, de l'influence de la société sur la science. Journal sœur de L'EMBO Journal, EMBO Reports a été créé en 2000 et a été publié de la part de l'Organisation Européenne de Biologie Moléculaire par Nature Publishing Group depuis 2003. Ce journal est maintenant publié par l'EMBO Presse, qui publie The EMBO Journal et Molecular Systems Biology.